# Nicolas Formé
Nicolas Formé (* 26. April 1567 in Paris; † 27. Mai 1638 ebenda) war ein französischer Tenor und Komponist. Er wirkte an der Chapelle Royale und an der Sainte-Chapelle in Paris. Seine erhaltenen Werke zeigen frühe Formen mehrchöriger Kirchenmusik mit solistischen Abschnitten und stehen am Übergang von der Renaissance zum Frühbarock.

## Leben

### Ausbildung und erste Anstellung
Nicolas Formé wurde 1567 in Paris geboren. Über seine musikalische Ausbildung ist nichts Sicheres bekannt; eine Schulung an der Chorschule von Notre-Dame de Paris wird in der Forschung jedoch als wahrscheinlich angenommen. Seine Aufnahme in das Sängerensemble der Sainte-Chapelle im Jahr 1587 gilt als Hinweis auf eine bereits früh anerkannte musikalische Begabung. Die Anstellung musste er jedoch bald wieder aufgeben, da sein Lebenswandel auf Missbilligung stieß – insbesondere die Weigerung, mit den übrigen Kapellmitgliedern im gemeinsamen Quartier zu wohnen, sowie das Führen eines eigenen Haushalts mit mehreren Frauen.

### Tätigkeit in der königlichen Kapelle und Rückkehr zur Sainte-Chapelle
Im Jahr 1592 wurde Formé erneut in die königliche Kapelle aufgenommen, unterstützt von seinem musikalischen Ansehen und einflussreichen Gönnern. Dort war er über mehrere Jahrzehnte als Sänger und Komponist tätig. Auf Veranlassung Ludwigs XIII. erhielt er 1626 das Kanonikat an der Sainte-Chapelle zurück, das er bis zu seinem Tod innehatte. Trotz anhaltender Spannungen mit der kirchlichen Leitung konnte er sich durch den Schutz des Königs dauerhaft in dieser Position behaupten.

## Werke (Auswahl)
Von Formés kompositorischem Schaffen ist nur ein kleiner Teil überliefert, da er zu Lebzeiten keine Veröffentlichung veranlasste. Die vorhandenen Handschriften wurden in die private Sammlung Ludwigs XIII. aufgenommen und gingen nach dessen Tod größtenteils verloren.  Sämtliche nicht-sakrale Werke gelten heute als verschollen. Die erhaltenen Werke stehen stilistisch zwischen der spätfrankoflämischen Polyphonie und einer frühen Form vokaler Mehrchörigkeit. In seinen Motetten wechseln homophone Chorsätze mit solistischen Abschnitten ab – ein Verfahren, das für die spätere französische Kirchenmusik kennzeichnend wurde. Seine einzige erhaltene Messe stellt solistisch besetzte Passagen einem vollstimmigen Chor gegenüber und verwendet eine dialogische Anlage, die in Teilen an spätere Konzepte wie das Concerto grosso erinnert, jedoch rein vokal und liturgisch gebunden bleibt.
Eine vollständige Edition der erhaltenen Werke wurde 2003 vom  „Centre de musique baroque de Versailles“ herausgegeben.

### Motetten
- Zweichörige Motetten „Ecce tu pulchra es“ (Ballard, Paris, 1638) OCLC 904470632 OCLC 45955700 OCLC 904470632
- Domine, salvum fac regem

### Magnificat-Zyklus
- „Le Cantique de la Vierge Marie“ in den Kirchentonarten (zu 4 Stimmen) (Manuskript) OCLC 661854699 OCLC 765917590 OCLC 39467127 OCLC 45955700
  - Magnificat du 1er mode
  - Magnificat du 2nd mode
  - Magnificat du 3e mode
  - Magnificat du 4e mode
  - Magnificat du 5e mode
  - Magnificat du 6e mode
  - Magnificat du 7e mode
  - Magnificat du 8e mode OCLC 980780432

### Messen
- Missa hanc duobus choris ac quatuor vocum (Digitalisat beim Internet Archive) Pierre Ballard, Paris, 1638 OCLC 1230132388 OCLC 1040262612 OCLC 45955700 Widmung: Aeternae Henrici magni ... et Ludovici justi eius filii [dem ewigen Heinrich dem Großen … und dessen Sohn dem gerechten Ludwig] (Digitalisat der Bibliothèque Sainte-Geneviève, Paris) RISM ID: 990018705
- Missa duobus choris (zu 4 und 5 Stimmen) OCLC 765917757

### Weiter liturgische Werke
- Musica simplex quatuor vocum par bécarre OCLC 765917666
- Musica simplex quatuor vocum par bémol OCLC 765917652
- Musica simplex quatuor vocum, gedruckt bei Pierre Ballard in Paris, 1638 RISM ID: 991018549

## Einspielungen
- Nicolas Formé: Le Vœu de Louis XIII enthält neben anderen Kompositionen: Missa duobus choris (I Kyrie, II Gloria III Credo, IV Sanctus, V Agnus Dei) und die Motetten Ecce pulchra es und Domine salvum fac regem. Eingespielt von Les Pages et Les Chantres de Versailles unter der Leitung von Olivier Schneebeli. 2006 veröffentlicht bei Alpha Productions OCLC 1010227295 Naxos Digital OCLC 1255918173